# Copa de Ouro Nicolás Leoz
A Copa de Ouro Nicolás Leoz (em espanhol: Copa de Oro Nicolás Leoz; popularmente conhecida como Copa de Ouro ou Copa Ouro) foi uma competição oficial de futebol entre clubes profissionais da América do Sul, organizada pela Confederação Sul-Americana de Futebol (CONMEBOL). 
O torneio leva o nome de Nicolás Leoz, presidente da CONMEBOL na época. Boca Juniors, Cruzeiro e Flamengo foram os únicos vencedores, cada um com um título.
Assemelhava-se a Recopa Sul-Americana por ser uma disputa entre campeões de competições da CONMEBOL.

## História
Foi disputada em 1993, 1995 e 1996, pelos representantes da Copa Libertadores (1993 e 1996), Supercopa Sul-Americana (1993 e 1996), Copa Conmebol (1993, 1995 e 1996), Copa Master da Supercopa (1993 e 1995) e Copa Master da CONMEBOL (1996).

### Primeira edição: 1993
A primeira edição foi disputada pelos campeões de 1992: São Paulo (campeão da Copa Libertadores), Cruzeiro (campeão da Supercopa Libertadores), Atlético Mineiro (campeão da Copa Conmebol) e Boca Juniors (campeão da Copa Master da Supercopa).
Na semifinal, o Boca Juniors venceu o São Paulo em La Bombonera por 2 a 1 e empatou no Pacaembu por 1 a 1. Na outra partida, após um empate em 0 a 0 no tempo normal, o Atlético Mineiro venceu o Cruzeiro por 5 a 4 nos pênaltis.
Na final, o Boca Juniors empatou a primeira partida com o Atlético Mineiro, no Mineirão, por 0 a 0, e venceu a segunda, em La Bombonera, pelo placar de 1 a 0, sagrando-se campeão. Com a conquista, o Boca Juniors se classificou para a Copa Ibero-Americana, contra o Real Madrid, em 1994, não sendo campeão nesta.
Em 1994, não houve disputa por causa da parada para a realização da Copa do Mundo.

### Segunda edição: 1995
A segunda edição foi disputada pelo São Paulo (campeão da Copa Conmebol de 1994) e pelo Cruzeiro (campeão da Copa Master da Supercopa de 1995). Os argentinos Vélez Sársfield, vencedor da Copa Libertadores da América de 1994, e Independiente, da Supercopa Libertadores 1994, decidiram não participar por falta de datas.
Em 1995, na primeira partida da final, no Mineirão, o São Paulo venceu o Cruzeiro por 1 a 0. O fato curioso é que o jogo foi encerrado no início do segundo tempo, pois o Cruzeiro teve quatro jogadores expulsos no primeiro tempo e um jogador do time sentiu uma contusão, deixando-o com apenas seis em campo - e, de acordo com a regra, o número mínimo de atletas é de sete.
A segunda partida ocorreu normalmente, no Pacaembu, quando o Cruzeiro devolveu o mesmo placar. Na disputa de pênaltis, o time mineiro venceu por 4 a 1 e sagrou-se campeão. Outra curiosidade é que estas partidas também foram válidas pelas quartas de final da Supercopa Sul-Americana.

### Terceira e última edição: 1996
A terceira edição e última da competição foi disputada pelos representantes de certames de 1995: Grêmio (campeão da Copa Libertadores), Flamengo (vice-campeão da Supercopa Libertadores) e Rosario Central (campeão da Copa Conmebol); além do São Paulo (campeão da Copa Master da Conmebol), vencedor de troféu do primeiro semestre de 1996. O Independiente, vencedor da Supercopa Libertadores, acabou desistindo da competição, sendo substituído pelo Flamengo.
A cidade brasileira de Manaus sediou a competição  entre 13 e 16 de agosto, com todas as partidas sendo realizadas no Estádio Vivaldo Lima.
Nas semifinais, o Flamengo venceu o Rosário por 2 a 1, enquanto o São Paulo venceu o Grêmio pelo mesmo placar. Na final, o Flamengo venceu o São Paulo por 3 a 1 e tornou-se campeão.

## Campeões

### Títulos por equipe
| Clube            | País      | Títulos  | Vices         |
| ---------------- | --------- | -------- | ------------- |
| Boca Juniors     | Argentina | 1 (1993) | 0             |
| Cruzeiro         | Brasil    | 1 (1995) | 0             |
| Flamengo         | Brasil    | 1 (1996) | 0             |
| São Paulo        | Brasil    | 0        | 2 (1995,1996) |
| Atlético Mineiro | Brasil    | 0        | 1 (1993)      |

### Títulos por país
| País      | Títulos | Vices |
| --------- | ------- | ----- |
| Brasil    | 2       | 3     |
| Argentina | 1       | 0     |

## Artilheiros
| Ano  | Artilheiro      | Clube                    | Gols |
| ---- | --------------- | ------------------------ | ---- |
| 1993 | Sergio Martínez | Boca Juniors (Argentina) | 2    |
| 1995 | Dinei           | Cruzeiro (Brasil)        | 1    |
| 1995 | Palhinha        | São Paulo (Brasil)       | 1    |
| 1996 | Sávio           | Flamengo (Brasil)        | 3    |

## Sedes
- Mineirão (Belo Horizonte, Brasil): 3 jogos
- Vivaldão (Manaus, Brasil): 3 jogos
- La Bombonera (Buenos Aires, Argentina): 2 jogos
- Pacaembu (São Paulo, Brasil): 2 jogos